# Theódoros Papalukàs
Theódoros Papalukàs (en grec, Θεόδωρος "Θεό" Παπαλουκάς; Atenes, 8 de maig de 1977), conegut també com a «Theo Papaloukas» o «Thodoris Papaloukas», és un exjugador professional de bàsquet grec. Formà part quatre vegades de l'equip All-Euroleague, fou nomenat membre de l'equip de la dècada de l'Eurolliga 2000-10 i va ser elegit un dels 50 grans contribuïdors de la història de l'Eurolliga el 2008. Ha sigut una figura revolucionària en el bàsquet degut a la seua habilitat per a alterar el curs d'un encontre eixint des de la banqueta com a sisè home. El seu coneixement i el seu sentit del joc van simbolitzar el creixement del bàsquet europeu en el nou mil·lenni.
Papalukàs començà la seua carrera el 1995 amb un club de la seua ciutat, l'Ampelokipoi. Dos anys més tard fou traspassat al Dafni, i a continuació al Panionios el 1999. Les seues actuacions amb aquest últim li donaren l'oportunitat de fitxar l'any 2002 per un equip gran de l'Eurolliga, l'Olympiacos. Amb l'Olympiakos va guanyar el seu primer títol, la Copa grega. Un any més tard, se'n va anar a Moscou per a signar amb el CSKA, equip al qual Papalukàs ajudà a recuperar la seua glòria del passat. Després de tindre un impacte mínim durant les dues primeres temporades a la capital russa, esdevingué un contribuïdor fonamental de l'èxit del CSKA en la temporada 2004-05, tant en l'Eurolliga com en la lliga russa, jugant com a sisè home.
El 2006, Papalukàs va guiar el CSKA al seu primer títol d'Eurolliga en trenta-cinc anys. A més, fou nomenat integrant de l'equip All-Euroleague i obtingué el trofeu MVP de la Final Four de l'Eurolliga. L'any següent, va cimentar la seua condició d'icona de la competició després de ser elegit MVP de l'Eurolliga, encara que no pogué aconseguir el segon títol consecutiu en caure a la final del campionat contra el Panathinaikos. El 2008 va guanyar el seu segon títol d'Eurolliga amb el CSKA. L'estiu del 2008, Papalukàs tornà a l'Olympiacos, amb els quals va arribar dos vegades més a la Final Four de l'Eurolliga. D'aquesta manera va aconseguir un rècord de vuit aparicions consecutives a la Final Four de l'Eurolliga, compartit en aquell moment amb el seu antic company d'equip JR Holden. El 12 de desembre de 2013 va ser guardonat amb el premi Llegenda del Basketbol de l'Eurolliga.
Papalukàs va ajudar la selecció grega a guanyar un títol d'Eurobàsquet el 2005, així com una medalla de plata al Campionat del Món de la FIBA del 2006. Sempre que jugava amb la selecció ho feia eixint des de la banqueta. Va ser nomenat membre del millor quintet de la competició en ambdues competicions. Papalukàs va participar en dos Jocs Olímpics, el 2004 i el 2008, en els quals Grècia va finalitzar en cinquena posició en les dues ocasions. El 2006 va ser nomenat per la FIBA Jugador Masculí Europeu de l'Any.

## Carrera professional

### Primers anys
Nascut a Atenes, Grècia, Papalukàs va començar la seua carrera a la categoria junior d'un equip menut de la seua ciutat, l'Ethnikos Ellinoroson. A continuació va jugar per a un altre equip menut, però en creixement, l'Ampelokipoi, amb el qual va començar la seua carrera professional el 1995. El 1997 fou traspassat al Dafni de la segona divisió grega, i dos anys més tard fou traspassat al Panionios, un club de la primera divisió del bàsquet grec. Amb el Dafni, Papalukàs va guanyar el títol de la segona divisió grega i el premi al jugador de l'any de la segona divisió en la temporada 1998-99.
El 2001, Papalukàs signà amb l'Olympiacos, un equip gran de la lliga grega, així com un dels eterns contendents a l'Eurolliga. Amb l'Olympiacos, va liderar l'apartat d'assistències de la Lliga grega en les temporades 2000-01 i 2001-02. Una vegada acabada la temporada 2001-02, deixà l'Olympiacos i anà a un altre gran de l'Eurolliga, el CSKA de Moscou.

### CSKA de Moscou
Després tres anys decebedors del club moscovita, Papalukàs fou el factor principal que ajudà l'equip a guanyar el títol d'Eurolliga en la temporada 2005-06, el primer aconseguit pel club en 35 anys. Papalukàs realitzà una gran actuació en la Final Four: 19 punts en la semifinal contra el FC Barcelona i 18 punts en la final contra el campió les dues edicions anteriors, el Maccabi de Tel Aviv. Això li va valdre el premi MVP de la Final Four, que es va afegir al premi al millor base de la Eurolliga de la temporada. A més de Papalukàs, el primer equip All-Euroleague va estar format pel millor escorta, Juan Carlos Navarro del Barça, el millor aler, Anthony Parker del Maccabi, el millor ala-pivot, Luis Scola del TAU Cerámica, i el millor pivot, Nikola Vujčić del Maccabi.
El 2007, Papalukàs va ser votat MVP de l'Eurolliga de la temporada 2006-07. El CSKA avançà a la final contra el Panathinaikos, que se disputava en casa de l'equip grec. Panathinaikos guanyà el partit per 93-91 en un partit molt emocionant. Papalukàs anotà 23 punts i aconseguí 8 assistències, però no va resultar suficient perquè el seu equip guanyara el campionat. La temporada següent, 2007-08, el CSKA sí que aconseguí el títol de l'Eurolliga. amb Papalukàs sent de nou un membre clau de l'equip.
Papalukàs va ser llavors pretés en agència lliure per equips de l'NBA com Boston Celtics, Los Angeles Lakers, Milwaukee Bucks i Miami Heat per a ocupar la posició de base. No obstant, el 7 de juliol de 2007 els diaris grecs van informar que Papalukàs havia acordat un renovament del contracte amb el CSKA per 3 anys més, amb un salari de 10.5 milions d'euros nets.

### Olympiacos
El 20 de juny de 2008, un any després de la seua extensió de contracte amb el CSKA, Papalukàs va aprofitar una opció per a abandonar al seu contracte sense opció de compra i signar un contracte de tres anys amb Olympiacos amb un salari anual de 3,5 milions d'euros d'ingrés net.
En els primers dos anys del seu contracte, va ajudar Olympiacos a guanyar la Final Four de l'Eurolliga, amb una mitjana de 8 punts i 5,2 assistències en l'Eurolliga 2008-09, i 7,4 punts i 5,1 assistències en l'L'Eurolliga 2009-10. En el tercer i últim any del seu contracte, l'equip no aconseguí avançar a la Final Four de l'Eurolliga després de perdre per 3 partits a 1 contra el Montepaschi Siena en els quarts de final de la competició.

### Maccabi de Tel Aviv
El 13 d'agost de 2011 Papalukàs fitxà per l'equip israelià Maccabi de Tel Aviv, finalistes de l'Eurolliga 2010-11. Al Macccabi, Papalukàs no va aconseguir jugar gaire temps. Només tenia una mitjana de 9,1 minuts per partit a l'Eurolliga, i únicament jugà vuit partits de la lliga israeliana de bàsket. Degut a la falta de minuts, fou alliberat al final d'una temporada decebedora amb els israelians.

### Tornada al CSKA de Moscou
El desembre de 2012, Papalukàs va signar novament amb el CSKA de Moscou. Tornà oficialment a la competició en un partit d'Eurolliga contra l'Anadolu Efes el 28 de desembre de 2012. Després de la Final Four de l'Eurolliga disputada a Londres el 2013, va anunciar la seua retirada com a jugador de bàsquet professional, que es faria efectiva al final de la temporada.

## Carrera amb l'equip nacional
Papalukàs tingué un paper destacat en la selecció grega de bàsquet durant la seua carrera. Va participar en els següents Eurobaskets: EuroBasket 2001 a Turquia, EuroBasket 2003 a Suècia, EuroBasket 2005 a Sèrbia i Montenegro i EuroBasket 2007 a Espanya.
En les seminfinals de l'EuroBasket 2005 de Sèrbia i Montenegro, va liderar Grècia cap a la victòria sobre Rússia en quarts de final, i va dirigir una important remuntada contra França en la semifinal, quan Grècia es trobava 7 punts avall amb 47 segons per al final. En la final contra Alemanya, liderat per l'estrel·la de l'NBA Dirk Nowitzki, Papalukàs anotà 22 punts i va guiar Grècia al seu segon títol europeu, dihuit anys després d'aconseguir el primer a l'EuroBasket 1987. Així, Papalukàs va ser seleccionat membre del millor quintet de l'EuroBasket 2005, juntament amb el seu company a l'equip grec Dimitris Diamantidis, l'escorta de la selecció espanyola Juan Carlos Navarro, l'aler de la selecció francesa Boris Diaw i l'aler de la selecció alemanya i de l'NBA, Dirk Nowitzki, qui també s'emportà el trofeu d'MVP.
En el Campionat del Món de la FIBA 2006 disputat al Japó, va guiar la seua selecció a aconseguir la medalla de plata. En la semifinal, Grècia aconseguí guanyar la selecció de bàsquet dels Estats Units amb un marcador de 101-95. Papalukàs va contribuir-hi amb 12 assistències, 8 punts i 5 rebots. A la final, el combinat grec acabà perdent contra la selecció espanyola. Papalukàs obtingué un lloc en el millor quintet del torneig, en el qual també hi eren el MVP del campionat Pau Gasol de la selecció espanyola, el seu company de selecció Jorge Garbajosa, Carmelo Anthony dels Estats Units i Manu Ginóbili de l'Argentina.
El 26 de gener de 2007 Papalukàs fou distingit per aficionats i periodistes amb el premi de Jugador Masculí de l'Any 2006 de la FIBA, per damunt de jugadors com Nowitzki, Gasol i Tony Parker. L'estiu de 2008, Papalukàs esdevingué el capità de l'equip nacional de Grècia durant els Jocs Olímpics de Pequín. Aquest va ser l'últim campionat que va disputar amb la selecció grega .

## Perfil com a jugador
Papalukàs feia 2,00 m d'altura i pesava 102 kg. Podia jugar com a base, escorta o aler, tant en defensa com en atac. Era un gran passador i posseïa un estil de joc molt distinctiu. La seua habilitat per a passar el baló, juntament amb la seua alçada i la seua versatilitat per a jugar en múltiples posicions el convertiren en un jugador extraordinari.
Papalukàs va ser nomenat un dels 50 grans contribuïdors de la història de l'Eurolliga el 2008.

## Després de la seua retirada
Després de retirar-se com a jugador professional de bàsquet, Papalukàs ha sigut nomenat Llegenda de l'Eurolliga, així com ambaixador oficial de l'Eurolliga. També ha esdevingut membre del comitè tècnic oficial de regles de l'Eurolliga.

## Estadístiques en Eurolliga
| † | Temporada en què l'equip de Papalukàs va guanyar l'Eurolliga |
|   | Líder de la competició en aquesta estadística                |

| Any      | Equip      | PJ  | 5i | Min  | %2P  | %3P  | %TL  | Reb | Ass | Rec | Tap | Punts | Val  |
| -------- | ---------- | --- | -- | ---- | ---- | ---- | ---- | --- | --- | --- | --- | ----- | ---- |
| 2001–02  | Olympiacos | 19  | 13 | 26.9 | .468 | .333 | .671 | 2.9 | 4.0 | 2.0 | .2  | 8.4   | 10.2 |
| 2002–03  | CSKA       | 21  | 1  | 16.4 | .453 | .280 | .630 | 2.0 | 3.4 | 1.1 | .0  | 4.7   | 8.0  |
| 2003–04  | CSKA       | 21  | 0  | 17.4 | .453 | .172 | .782 | 1.7 | 2.7 | 1.5 | .1  | 6.3   | 8.5  |
| 2004–05  | CSKA       | 23  | 0  | 18.5 | .611 | .412 | .679 | 2.3 | 3.8 | 1.3 | .1  | 7.6   | 11.3 |
| 2005–06† | CSKA       | 24  | 0  | 22.7 | .549 | .275 | .736 | 3.1 | 4.0 | 1.8 | .3  | 9.3   | 13.9 |
| 2006–07  | CSKA       | 25  | 3  | 24.4 | .578 | .341 | .716 | 3.2 | 5.4 | 1.7 | .2  | 9.8   | 15.3 |
| 2007–08† | CSKA       | 23  | 0  | 21.8 | .500 | .242 | .690 | 2.7 | 4.6 | 1.2 | .0  | 7.7   | 11.2 |
| 2008–09  | Olympiacos | 22  | 2  | 25.1 | .612 | .368 | .636 | 2.7 | 5.2 | 1.1 | .0  | 8.0   | 11.5 |
| 2009–10  | Olympiacos | 19  | 0  | 24.4 | .561 | .351 | .643 | 2.1 | 5.1 | 1.3 | .1  | 7.4   | 10.4 |
| 2010–11  | Olympiacos | 18  | 0  | 21.4 | .470 | .214 | .609 | 2.6 | 3.8 | 1.6 | .0  | 5.4   | 8.1  |
| 2011–12  | Maccabi    | 20  | 1  | 9.6  | .435 | .333 | .720 | 1.1 | 1.6 | .6  | .0  | 3.0   | 3.5  |
| 2012–13  | CSKA       | 17  | 0  | 11.1 | .379 | .333 | .786 | 1.5 | 2.3 | .5  | .1  | 2.2   | 3.5  |
| Carrera  |            | 252 | 20 | 20.1 | .526 | .300 | .694 | 2.4 | 3.9 | 1.3 | .1  | 6.8   | 9.9  |

## Trajectòria
- Dafni (1997-1999)
- Panionios BC (1999-2001)
- Olympiakos (2001-2002)
- CSKA de Moscou (2002-2008)
- Olympiakos (2008-2011)
- Maccabi de Tel Aviv (2011-2012)
- CSKA de Moscou (2012-2013)

## Trofeus i distincions

### Clubs
- Campió de la segona divisió grega: 1999
- Jugador de l'any de la segona divisió grega: 1999
- 3× Màxim assistent de la lliga grega: 2001, 2002, 2009
- 5× All-Star de la lliga grega: 2001, 2002, 2009, 2010, 2011
- 3× Campió de la copa grega: 2002, 2010, 2011
- 7× Campió de la lliga russa: 2003-08, 2013
- 3× Campió de la copa russa: 2005–07
- 3× Jugador de l'any de la lliga russa: 2005, 2006, 2007
- MVP de la copa russa: 2006
- 2× Campió de l'Eurolliga: 2006, 2008
- 4× Equip All-EuroLeague: 2006, 2007, 2008, 2009
  - 2× Primer equip All-EuroLeague: 2006, 2007
  - 2× Segon equip All-EuroLeague: 2008, 2009
- MVP de la Final Four de l'Eurolliga: 2006
- Jugador Masculí Europeu de l'Any de la FIBA: 2006
- All-Europe Jugador de l'Any: 2006
- 2× Líder en assistències de l'Eurolliga: 2006-07, 2008-09
- MVP de l'Eurolliga: 2007
- Màxim anotador de la final de l'Eurolliga: 2007
- Nomenat un dels 50 grans contribuïdors de la història de l'Eurolliga: 2008
- Equip de la dècada 2000-10 de l'Eurolliga: 2010
- Campió de la copa d'Israel: 2012
- Campió de la lliga adriàtica: 2012
- Campió de la lliga israeliana: 2012
- Campió de la VTB United League: 2013
- Llegenda de l'Eurolliga: 2013

### Equip nacional grec
- 7× Campió del torneig Acrópolis: 2000, 2002, 2003, 2005, 2006, 2007, 2008
- Campió de l'Eurobasket 2005:

- Millor quintet de l'Eurobasket 2005
- Campió de la Stanković Continental Champions' Cup 2006:

- Medalla de plata al Campionat del Món de bàsquet masculí de 2006:

- Millor quintet del Campionat del Món 2006